# U-453
| U-453 | U-453 | U-453 |
| --- | --- | --- |
| U 453 | | |
| | | |
| Зображення підводного човна підтипу VIIC                                                                     | | |
| Верф | Deutsche Werke, Кіль | Deutsche Werke, Кіль |
| Під прапором                                                                                                 | Третій Рейх | Третій Рейх |
| Належність                                                                                                   | Крігсмаріне | Крігсмаріне |
| Порт приписки                                                                                                | Кіль, Сен-Назер, Саламін, Пола, Ла-Спеція, Тулон | Кіль, Сен-Назер, Саламін, Пола, Ла-Спеція, Тулон |
| Замовлення                                                                                                   | 30 жовтня 1939 | 30 жовтня 1939 |
| Закладений                                                                                                   | 4 липня 1940 | 4 липня 1940 |
| Спуск на воду                                                                                                | 30 квітня 1941 | 30 квітня 1941 |
| Введений до складу флоту                                                                                     | 26 червня 1941 | 26 червня 1941 |
| На службі | 1941—1944 | 1941—1944 |
| Загибель | 21 травня 1944 року затоплений в Іонічному морі північно-східніше мису Спартивенто британськими есмінцями «Термагент» і «Тенейшос» та ескортного міноносця «Ліддесдейл» | 21 травня 1944 року затоплений в Іонічному морі північно-східніше мису Спартивенто британськими есмінцями «Термагент» і «Тенейшос» та ескортного міноносця «Ліддесдейл» |
| Сучасний статус                                                                                              | затоплений | затоплений |
| Бойовий досвід                                                                                               | Друга світова війна Битва за Атлантику Середземномор'я * Кампанія U-Boot на Середземному морі                                                                           | Друга світова війна Битва за Атлантику Середземномор'я * Кампанія U-Boot на Середземному морі                                                                           |
| Проєкт | | |
| Тип ПЧ | середній торпедний ДПЧ | середній торпедний ДПЧ |
| Вартість | 4 714 000 ℛℳ | 4 714 000 ℛℳ |
| Основні характеристики                                                                                       | | |
| Швидкість (надводна)                                                                                         | 17,9 вузла | 17,9 вузла |
| Швидкість (підводна)                                                                                         | 8 вузлів | 8 вузлів |
| Робоча глибина занурення                                                                                     | 100 м | 100 м |
| Гранична глибина занурення                                                                                   | 220 м | 220 м |
| Автономність плавання                                                                                        | 135—174 км на швидкості 4 вузли (в підводному положенні) 11 470 км на швидкості 10 вузлів (у надводному положенні)                                                      | 135—174 км на швидкості 4 вузли (в підводному положенні) 11 470 км на швидкості 10 вузлів (у надводному положенні)                                                      |
| Екіпаж | 44—60 осіб | 44—60 осіб |
| Розміри | | |
| Довжина найбільша (по КВЛ)                                                                                   | 67,1 м | 67,1 м |
| Ширина корпусу найб.                                                                                         | 6,2 м | 6,2 м |
| Висота | 9,6 м | 9,6 м |
| Середня осадка (по КВЛ)                                                                                      | 4,74 м | 4,74 м |
| Водотоннажність надводна                                                                                     | 769 т | 769 т |
| Силова установка                                                                                             | | |
| дизель-електрична; 2 дизельних двигуни MAN M 6 V 40/46, 2 електродвигуни Siemens-Schuckert-Werke GU 343/38-8 | | |
| Гвинти | 2 | 2 |
| Потужність                                                                                                   | 2800—3200 к.с. (дизелі) 750 к.с. (електродвигуни) | 2800—3200 к.с. (дизелі) 750 к.с. (електродвигуни) |
| Озброєння | | |
| Артилерія | 1 × 88-мм палубна гармата SK C/35 | 1 × 88-мм палубна гармата SK C/35 |
| Торпедно- мінне озброєння                                                                                    | 4 носових і один кормовий ТА 14 торпед або 26 мін TMA | 4 носових і один кормовий ТА 14 торпед або 26 мін TMA |
| ППО | 1 × 37-мм зенітна гармата Flak M42 2 × 20-мм зенітні гармати FlaK 30 | 1 × 37-мм зенітна гармата Flak M42 2 × 20-мм зенітні гармати FlaK 30 |

U-453 — німецький середній підводний човен типу VIIC, що входив до складу Військово-морських сил Третього Рейху за часів Другої світової війни. Закладений 4 липня 1940 року на верфі № 284 Deutsche Werke у Кілі. Спущений на воду 30 квітня 1941 року. 26 червня 1941 року корабель увійшов до складу 7-ї навчальної флотилії ПЧ ВМС нацистської Німеччини.

## Історія
U-453 належав до німецьких підводних човнів типу VIIC, найчисельнішого типу субмарин Третього Рейху, яких випущено 703 одиниці. Службу розпочав у складі 7-ї навчальної флотилії ПЧ, з 1 листопада 1941 року переведений до бойового складу цієї флотилії. 1 січня 1942 року переведений до 29-ї флотилії ПЧ, що діяла в акваторії Середземного моря й базувалася в італійської Ла-Спеції. У період з листопада 1941 до травня 1944 року U-453 здійснив 17 бойових походів у Середземне море, сумарно провівши в морі 401 день. Підводний човен потопив 10 кораблів і суден (24 124 тонни), 2 судна пошкодив (16 610 тонн) та одному військовому кораблю завдав невиправних пошкоджень (1705 тонн)..
21 травня 1944 року U-453 був виявлений в Іонічному морі північно-східніше мису Спартівенто і затоплений глибинними бомбами британських есмінців «Термагент» і «Тенейшос» та ескортного міноносця «Ліддесдейл». 1 член екіпажу загинув, 51 врятовані і взяті в полон.

## Командування
- Капітан-лейтенант Герт Гечко (26 червня — 8 липня 1941)
- Капітан-лейтенант барон Егон фон Шліппенбах (9 липня 1941 — 6 грудня 1943)
- Оберлейтенант-цур-зее Дірк Люрс (7 грудня 1943 — 21 травня 1944)

## Перелік уражених U-453 суден у бойових походах
| №                                                            | Дата              | Командир                   | Назва              | Тип                   | Належність                              | Водотоннажність (брт) | Вантаж                                                                                         | Конвой        | Результат та координати                                                                                    | Наслідки атаки для екіпажу       | Прим.                               |
| ------------------------------------------------------------ | ----------------- | -------------------------- | ------------------ | --------------------- | --------------------------------------- | --------------------- | ---------------------------------------------------------------------------------------------- | ------------- | --- | -------------------------------- | ----------------------------------- |
| Перший похід (12.11—17.12.1941, 36 діб; Кіль—Ла-Спеція)      |                   |                            |                    |                       |                                         |                       |                                                                                                |               | |                                  |                                     |
| 1                                                            | 12 червня 1941    | Kptlt. Егон фон Шліппенбах | Badalona           | танкер                | Іспанія                                 | 4 202                 | баласт                                                                                         |               | потоплений 36°43′ пн. ш. 03°30′ зх. д. / 36.717° пн. ш. 3.500° зх. д.                                      | ? (3 загинули та ? вижили)       |                                     |
| Третій похід (22.03—21.04.1942, 31 доба; Пола—Пола)          |                   | Kptlt. Егон фон Шліппенбах |                    |                       |                                         |                       |                                                                                                |               | |                                  |                                     |
| 2                                                            | 7 квітня 1942     | Kptlt. Егон фон Шліппенбах | HMHS Somersetshire | шпитальне судно       | Військово-морські сили Великої Британії | 9 716                 |                                                                                                |               | пошкоджено 32°13′ пн. ш. 26°34′ сх. д. / 32.217° пн. ш. 26.567° сх. д.                                     | 187 (7 загинули та 180 вижили)   |                                     |
| Восьмий похід (11.01—16.02.1943, 37 діб; Ла-Спеція—Пола)     |                   | Kptlt. Егон фон Шліппенбах |                    |                       |                                         |                       |                                                                                                |               | |                                  |                                     |
| 3                                                            | 20 січня 1943     | Kptlt. Егон фон Шліппенбах | Jean Jadot         | суховантажне судно    | Бельгія                                 | 5 859                 | 323 британські військові, автотранспорт, бензин і 4 танки як палубні вантажі                   | Конвой KMS 7  | потоплено 36°33′ пн. ш. 00°46′ сх. д. / 36.550° пн. ш. 0.767° сх. д.                                       | 414 (15 загинули та 399 вціліли) |                                     |
| Десятий похід (23.06—24.07.1943, 32 доби; Пола—Пола)         |                   | Kptlt. Егон фон Шліппенбах |                    |                       |                                         |                       |                                                                                                |               | |                                  |                                     |
| 4                                                            | 30 червня 1943    | Kptlt. Егон фон Шліппенбах | Oligarch           | танкер-заправник      | Велика Британія                         | 6 894                 | Флотський мазут                                                                                | Конвой GTX 3  | пошкоджений 32°57′ пн. ш. 21°10′ сх. д. / 32.950° пн. ш. 21.167° сх. д.                                    | ? (? загинули та ? вціліли)      |                                     |
| 5                                                            | 6 липня 1943      | Kptlt. Егон фон Шліппенбах | Shahjehan          | суховантажне судно    | Велика Британія                         | 5 454                 | 230 військовослужбовців та 2000 тонн військового майна, включаючи вантажівки та десантні баржі | Конвой MWS 36 | потоплено 33°01′ пн. ш. 21°32′ сх. д. / 33.017° пн. ш. 21.533° сх. д.                                      | 328 (1 загиблий та 327 вцілілих) |                                     |
| Тринадцятий похід (02.11—13.11.1943, 12 діб; Пола—Пола)      |                   | Kptlt. Егон фон Шліппенбах |                    |                       |                                         |                       |                                                                                                |               | |                                  |                                     |
| 6                                                            | 15 листопада 1943 | Kptlt. Егон фон Шліппенбах | «Квейл»            | ескадрений міноносець | Військово-морські сили Великої Британії | 1 705                 |                                                                                                |               | тотально зруйнований унаслідок підриву на міні 41°09′ пн. ш. 16°52′ сх. д. / 41.150° пн. ш. 16.867° сх. д. | ? (19 загиблих та ? вцілілих)    | есмінець типу «Q»                   |
| 7                                                            | 20 листопада 1943 | Kptlt. Егон фон Шліппенбах | Jela               | вітрильне судно       | Югославія                               | 335                   |                                                                                                |               | затонуло внаслідок підриву на міні 41°09′ пн. ш. 16°51′ сх. д. / 41.150° пн. ш. 16.850° сх. д.             | ? (? загиблих та ? вцілілих)     |                                     |
| 8                                                            | 22 листопада 1943 | Kptlt. Егон фон Шліппенбах | «Гебе»             | тральщик              | Військово-морські сили Великої Британії | 835                   |                                                                                                |               | затоплений унаслідок підриву на міні 41°08′ пн. ш. 16°52′ сх. д. / 41.133° пн. ш. 16.867° сх. д.           | 110 (38 загиблих та 72 вцілілих) | тральщик типу «Гальсіон»            |
| П'ятнадцятий похід (12.01—9.02.1944, 29 діб; Пола—Саламін)   |                   |                            |                    |                       |                                         |                       |                                                                                                |               | |                                  |                                     |
| 9                                                            | 1 лютого 1944     | Oblt. Дірк Люрс            | Agia Paraskevi     | вітрильне судно       | Грецьке королівство                     | 80                    |                                                                                                |               | потоплено 34°57′ пн. ш. 34°18′ зх. д. / 34.950° пн. ш. 34.300° зх. д.                                      | ? (0 загиблих та ? вцілілих)     | затоплено тараном та вогнем гармати |
| 10                                                           | 1 лютого 1944     | Oblt. Дірк Люрс            | Salem              | вітрильне судно       | Ліван                                   | 81                    |                                                                                                |               | потоплено 34°51′ пн. ш. 35°14′ зх. д. / 34.850° пн. ш. 35.233° зх. д.                                      | ? (0 загиблих та ? вцілілих)     | затоплено тараном та вогнем гармати |
| 11                                                           | 1 лютого 1944     | Oblt. Дірк Люрс            | Himli              | вітрильне судно       | Ліван                                   | 67                    |                                                                                                |               | потоплено 35°51′ пн. ш. 35°14′ зх. д. / 35.850° пн. ш. 35.233° зх. д.                                      | ? (0 загиблих та ? вцілілих)     | затоплено тараном та вогнем гармати |
| 12                                                           | 2 лютого 1944     | Oblt. Дірк Люрс            | Yahiya             | вітрильне судно       | Сирія                                   | 64                    |                                                                                                |               | потоплено 35°45′ пн. ш. 35°30′ зх. д. / 35.750° пн. ш. 35.500° зх. д.                                      | ? (0 загиблих та ? вцілілих)     | затоплено тараном та вогнем гармати |
| Сімнадцятий похід (30.04—21.05.1944, 22 доби; Пола—загибель) |                   | Oblt. Дірк Люрс            |                    |                       |                                         |                       |                                                                                                |               | |                                  |                                     |
| 13                                                           | 19 травня 1944    | Oblt. Дірк Люрс            | Fort Missanabie    | суховантажне судно    | Велика Британія                         | 7 147                 | баласт                                                                                         | Конвой HA 43  | потоплено 38°20′ пн. ш. 16°28′ сх. д. / 38.333° пн. ш. 16.467° сх. д.                                      | 60 (12 загиблих та 48 вцілілих)  |                                     |